# Juan Gómez
Juan Gómez, teljes nevén Juan Gómez González (Guadalajara, 1924. június 26. – 2009. május 9.) mexikói válogatott labdarúgó-középpályás.

## Pályafutása
Karrierje legnagyobb részét az Atlasban töltötte. A klubnál nem kevesebb, mint tizenkilenc évet töltött, ezt követően a Tampicónál vezetett le egy évig. Az Atlast 1951-ben hozzásegítette a klub történetének máig egyetlen mexikói bajnoki címéhez.
A válogatottban 1954-ben egy meccsen játszott, és kerettag volt az 1954-es világbajnokságon.